# Георги Славов (поет)
Георги Славов е български поет, журналист и музикант. Автор е на три стихосбирки. От 2021 г. е баскитарист на рок групата Bridge.

## Биография
Роден е на 20 юни 1998 г. в София. Завършва с отличие 32 средно училище „Свети Климент Охридски“. От 2017 г. е студент в Софийски университет, специалност „Английска филология“, завършва пак с отличие. Още като гимназист започва да работи във вестник Монитор, където повече от две години завежда рубрика на тема компютърни игри. От началото на 2018 г. работи в международния отдел на вестника. Работи и в международния отдел на в. „Телеграф“.
В началото на 2017 г. издава дебютната си стихосбирка „И това ще мине...“. Стихотворенията в нея са подбрани спрямо илюстрациите на художника Симеон Цинцарски, които допълват изданието. Поезията в „И това ще мине...“ е предимно мрачна, показваща отчаянието и безнадеждността на личността. Усеща се влиянието на класически български автори от началото на XX век като Димчо Дебелянов, Атанас Далчев, Пейо Яворов. Премиерата на книгата е на 11 май 2017 г. В края на годината получава номинация в конкурса „Лирични гласове“.
Стихове на Георги Славов са публикувани в Нова социална поезия, Нова асоциална поезия, e-lit, Литературен свят, Стихи.ру и други. От края на 2017 г. е редактор в онлайн-вестника на клуб Отвъд кориците, по същото време става и председател на клуба. Стилово се самоопределя като символист. В края на 2018 г. се състои издаването на втората му поетична книга – „Звездопадение“. Критикът Георги Майоров определя стиховете в „Звездопадение“ като „изпълнени с богати метафори, с иносказателност, с умела обагреност и резки обрати на мисълта“. Два пъти е публикуван в „Успелите“.
През март 2019 г. става лауреат в студентския конкурс „Всичко е любов“ и получава номинация в конкурса „Нова любовна поезия“. Същата година става част от антологията на „Нова асоциална поезия“, където е бил публикуван над 24 пъти. През 2020 г. печели конкурса за поетичен превод „проф. Владимир Филипов“ за превод на стихотворението „Златният клен“ от Александър Шурбанов. През 2021 г. излиза третата му поетична книга „Човек е сам и човек е само“. През 2021 г. „Човек е сам и човек е само“ е номинирана за Национална литературна награда „Усин Керим“. Завършва "Философия" в СУ с "Отличен", след това завършва, също с "Отличен", "Политическа социология" в същия университет.
Превеждан е на английски, руски, сръбски, босненски, испански, португалски и френски. Превежда от английски и френски.
Свири на китара, бас, барабани и пее. 

### Поезия
- „И това ще мине...“ (2017)
- „Звездопадение“ (2018)
- „Човек е сам и човек е само“ (2021)

### Сборници
- „Отвъд кориците. Година първа“ (2018)
- „Продължаваме отвъд. Антология на Нова асоциална поезия“ (2019)